# Limnephilus internalis
Limnephilus internalis är en nattsländeart som först beskrevs av Banks 1914.  Limnephilus internalis ingår i släktet Limnephilus och familjen husmasknattsländor. Inga underarter finns listade i Catalogue of Life.